# Alexander Alvarado
Alexander Antonio Alvarado Carriel (ur. 21 kwietnia 1999 w Quevedo) – ekwadorski piłkarz występujący na pozycji skrzydłowego lub ofensywnego pomocnika, reprezentant Ekwadoru, od 2022 roku zawodnik LDU Quito.